# Pleuromeia
Pleuromeia, rod izumrlih likopsidnih biljaka iz razdoblja trijasa (prije oko 251 milijun do 200 milijuna godina) koje karakterizira nerazgranato deblo visoko do 2 metra (6,6 stopa). Za razliku od drugih arborescentnih likopsida iz razdoblja karbona (prije oko 359 milijuna do 299 milijuna godina), kao što su Lepidodendron i Sigillaria, Pleuromeia je imala četverorežnjevu bazu u obliku lukovice, a ne razgranati podzemni rizom. Krošnja dugih, tankih listova održala se u blizini rastućeg vrha debla. Lišće i baza lišća izgubljeni su iz donjih dijelova biljke. Poput svojih rođaka, Pleuromeia se razmnožava sporama. Neke su vrste proizvele jedan veliki češer na vrhu debla, a druge su mogle proizvesti mnogo manjih češera. Unatoč tome, detalji o tome kako se Pleuromeia razmnožavali ostaju nejasni. Rod je bio široko rasprostranjen, a poznati su primjerci iz Rusije, Europe, Kine i Australije.